# معدل تفارغي
في علم الأدوية والكيمياء الحيوية، تعد المُعدِّلات التفارغية مجموعة من المواد التي ترتبط بالمستقبل لتغيير استجابة هذا المُستقبِل للتنبيه. بعضها أدوية، مثل البنزوديازيبينات. الموقع الذي يرتبط به المعدل التفارغي (أي موقع التفارغ) ليس نفس الموقع الذي يرتبط به ناهض داخلي للمستقبل. يمكن أن تُسمى المعدلات ربيطات مستقبلة.
تكون المعدلات إيجابية أو سلبية أو محايدة فقط. تزيد الأنواع الإيجابية من استجابة المستقبل عن طريق زيادة احتمالية ارتباط الناهض بالمستقبلات (أي الألفة)، أو زيادة قدرته على تنشيط المستقبل (أي الفعالية)، أو كلتيهما. تقلل الأنواع السلبية من الألفة و/ أو الفاعلية. لا تؤثر الأنواع المحايدة على فعالية الناهض ولكن يمكن أن تمنع المعدلات الأخرى من الارتباط بموقع التفارغ. تعمل بعض المُعَدِّلات أيضًا كناهضات تفارغية.
يشتق مصطلح «ألوستيرك» من اللغة اليونانية. «ألو» تعني «أخرى» و«ستريو» تعني «صلب» أو «شكل». يمكن ترجمة ذلك إلى «شكل آخر»، ما يشير إلى التغييرات المصاوغة التي تسببها المعدلات ضمن المستقبلات والتي تؤثر من خلالها المعدلات على وظيفة المستقبل.

## مقدمة
يمكن للمعدلات التفارغية تغيير الألفة والفعالية لمواد أخرى تعمل على المستقبلات. أيضًا قد يزيد المُعدِّل من الألفة ويقلل من الفعالية والعكس صحيح. الألفة هي قدرة المادة على الارتباط بمستقبل. والفعالية هي قدرة المادة على تفعيل المستقبل، وتُعطى كنسبة مئوية من قدرة المادة على تنشيط المستقبل مقارنة بالمحفز الداخلي للمستقبل. إذا كانت الفعالية صفرًا، تُعتبر المادة مناهضة.
يدعى الموقع الذي ترتبط به الناهضات الداخلية بالموقع الناهض. لا ترتبط المعدلات بهذا الموقع. ترتبط بأي مواقع أخرى مناسبة، تسمى مواقع التفارغ. عند الارتباط، تقوم المعدلات عمومًا بتغيير البنية ثلاثية الأبعاد (أي التصاوغ) للمستقبل. غالبًا ما يتسبب ذلك في تغيير الموقع الناهض أيضًا، ما قد يغير من تأثير ارتباط الناهض. يمكن للمعدلات التفارغية أيضًا تثبيت أحد الأشكال العادية للمستقبل.
من الناحية العملية، يمكن أن يكون التعديل معقدًا. قد يعمل المُعدِّل كناهض جزئي، ما يعني أنه لا يحتاج إلى الناهض الذي يعدله لإحداث تأثيرات ناهضة. من الممكن ألا يؤثر التعديل أيضًا على ألفة أو فعالية ناهضات مختلفة بنفس المقدار. يجب أن يكون لمجموعة من ناهضات مختلفة نفس الفعل المرتبط بنفس المستقبل، فقد لا تُعدل الناهضات بنفس الطريقة من قبل بعض المعدلات.

## الآليات

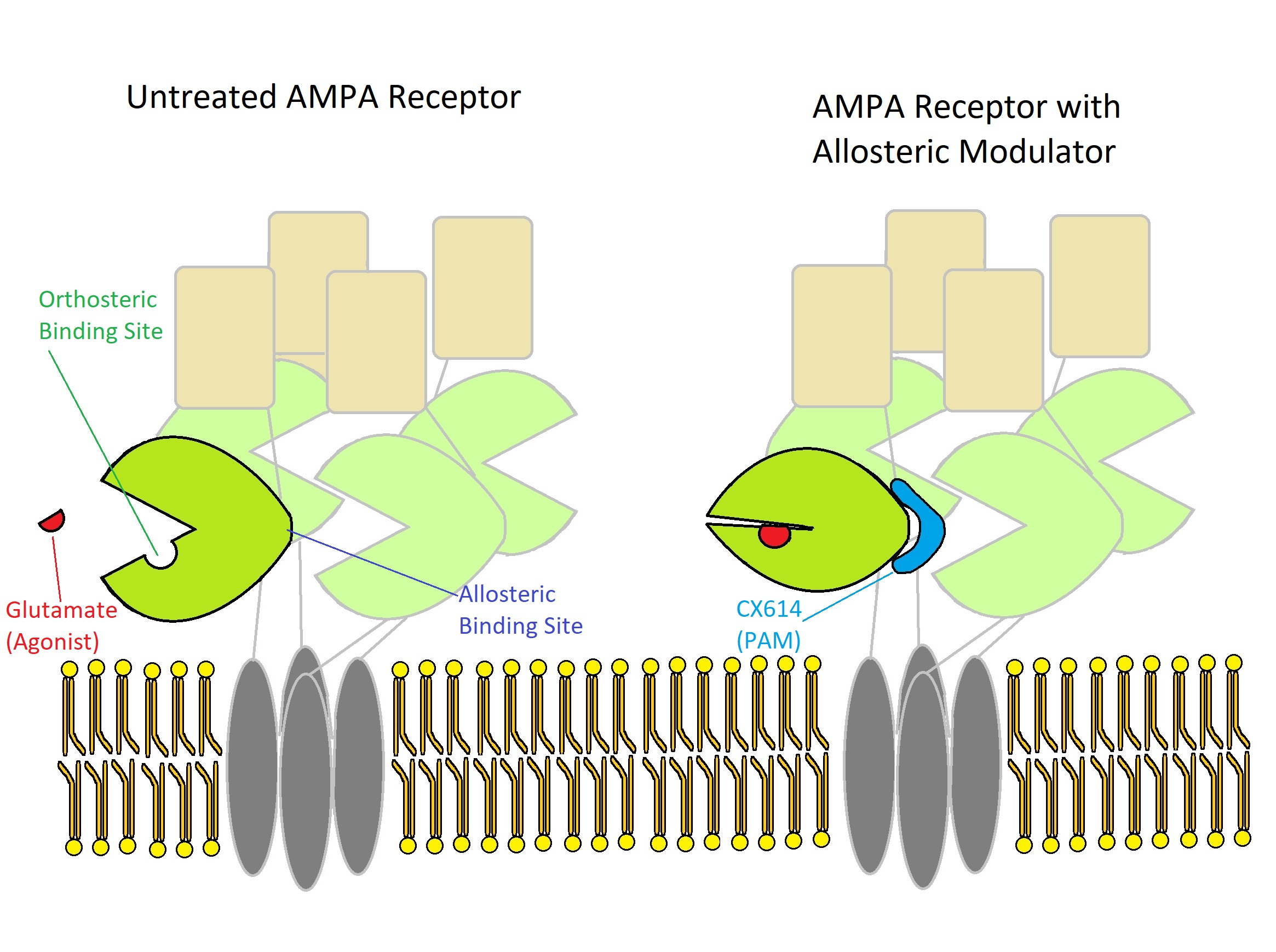
صورة توضح المعدلات التفارغية

نظرًا لتنوع المواقع على المستقبلات التي يمكن أن تعمل كمواقع للتعديل التفارغي، بالإضافة إلى عدم وجود مواقع تنظيمية تحيط بها، يمكن للمعدلات التفارغية أن تعمل وفق مجموعة متنوعة من الآليات.

### تعديل الارتباط
تُحدث بعض معدلات التفارغ تغييراً تصاوغيًا في مستقبلها المستهدف ما يزيد من ألفة الارتباط و/ أو فعالية ناهض المستقبل. تتضمن الأمثلة عن هذه المُعدِّلات البنزوديازيبينات والباربيتورات، وهي مُعَدِّلات تفارغية إيجابية لمستقبلات الغابا إيه. ترتبط البنزوديازيبينات مثل الديازيبام بين الوحدات الفرعية ألفا وغاما للقنوات الإيونية لمستقبلات الغابا وتزيد من تواتر فتح القناة، ولكن ليس مدة فتحها في كل مرة. ترتبط الباربيتورات مثل الفينوباربيتال بنطاقات بيتا وتزيد من مدة كل فتحة، ولكن لا تزيد التواتر.

### منع إزالة الحساسية
يمكن زيادة الإشارة الإجمالية عن طريق منع إزالة حساسية المستقبلات. يمنع التحسس من تفعيل المستقبلات، على الرغم من وجود ناهض. غالبًا ما يحدث هذا بسبب التعرض المتكرر أو المكثف للناهض. يزيد التخلص من هذه الظاهرة أو الحد منها التفعيل الإجمالي للمستقبل. تكون مستقبلات الـ إيه إم بّي إيه عرضة للتأثر من خلال تعطيل وجيهة الديمر لمجال الارتباط بربيطة. ثبت أن سيكلوثيازيد يعمل على استقرار هذه الوجيهة ويبطئ إزالة الحساسية، وبالتالي يعتبر معدلًا تفارغيًا إيجابيًا.